# خافيير كونت
خافيير كونت (بالإسبانية: Javier Conte) هو متسابق يخت أرجنتيني، ولد في 7 سبتمبر 1975 في بوينس آيرس في الأرجنتين.

## وصلات خارجية
- خافيير كونت على موقع أوليمبيديا (الإنجليزية)